# Morlesz pręgowany
Morlesz pręgowany (Lithognathus mormyrus) – gatunek ryby z rodziny prażmowatych (Sparidae).

## Występowanie
Wschodni Atlantyk od Zatoki Biskajskiej do południowej Afryki, Morze Śródziemne oraz Morze Czarne, choć tu bardzo rzadko. 
Żyje na głębokości od 10 do 20 m nad dnem piaszczystym, niewrażliwa na zmiany zasolenia wody, może przebywać w silnie zasolonych lagunach. Ryba ławicowa, tworząca zwarte stada. Przebywa w miejscach gdzie woda naniosła zwały gnijącej trawy morskiej.

## Opis
Dorasta maksymalnie do 30 cm długości. Ciało wydłużone, bocznie spłaszczone. Pysk długi. Łuski grzybkowate, pokrywające także głowę. Otwór gębowy z grubymi wargami. Uzębienie: z przodu szczęki pasmo niewielkich zębów, za nimi w górnej szczęce 3 – 4, a w żuchwie 2 – 4 rzędy zębów żujących. Płetwa grzbietowa długa, niepodzielona, podparta 11 – 12  twardymi promieniami i 12 miękkimi promieniami. Płetwa odbytowa podparta 3 twardymi  i 10 – 11 miękkimi promieniami. Płetwa piersiowa z 1 twardym i 5 miękkimi promieniami. Płetwa ogonowa wcięta.
Ubarwienie srebrzystoszare ze złotawymi plamami, na bokach najczęściej 6 długich pręg poprzecznych a między nimi krótsze i węższe mniej widoczne smugi. Płetwy żółtawoszare.

## Odżywianie
Odżywia się małymi zwierzętami dennymi. Podnosi z dna kawałki trawy morskiej i unosi je ku powierzchni. Następnie wypluwa rośliny a wyłapuje żyjące na nich zwierzęta.

## Rozród
Tarło odbywa się od czerwca do lipca.